# Bisera Turković
Bisera Turković (ur. 8 grudnia 1954 w Sisaku) – bośniacka polityczka i dyplomatka. Minister Integracji Europejskiej (2000–2001) oraz Minister Spraw Zagranicznych i wiceprzewodnicząca Rady Ministrów Bośni i Hercegowiny (2019–2023).

## Życiorys
Bisera Turković urodziła się w mieście Sisak w dzisiejszej Chorwacji (część źródeł podaje okolice Travnika) w rodzinie Muharema. Ukończyła prawo na Uniwersytecie w Sarajewie (1979) oraz studia podyplomowe na Phillip Institute of Technology w Melbourne (1987) i z zakresu kryminologii na La Trobe University w Melbourne (1988). Doktoryzowała się w dziedzinie stosunków międzynarodowych na California Miramar University w San Diego (1995).
W latach 1979–1984 pracowała jako prawniczka w Jugobanku, ŠUP Branko Lazić i GP Integral. Od 1985 do 1991 wykładała na Phillip Institute of Technology. W 1991 wróciła do Sarajewa, gdzie pracowała jako redaktor odpowiedzialna telewizji Hayat. W 1993 związała się z dyplomacją, pełniąc kolejno funkcje ambasador w Chorwacji (1993–1994), na Węgrzech (1994–1996), stałej przedstawiciel przy Organizacji Bezpieczeństwa i Współpracy w Europie w Wiedniu (1996–2000). Od 2000 do 2001 Minister Integracji Europejskiej. W latach 2001–2004 dyrektorka wykonawcza Centrum Studiów Bezpieczeństwa Bośni i Hercegowiny oraz wykładowczyni kryminalistyki na macierzystym wydziale oraz na innych uczelniach. W 2004 powróciła do dyplomacji, obejmując na rok stanowisko stałej przedstawiciel przy siedzibie Organizacji Narodów Zjednoczonych w Wiedniu, w tym m.in. przy Międzynarodowej Agencji Energii Atomowej oraz Organizacji NZ do spraw Rozwoju Przemysłowego. W latach 2005–2009 pełniła funkcję ambasador BiH w Stanach Zjednoczonych, akredytowaną także na Meksyk i Brazylię. W 2009 wróciła do pracy naukowo-dydaktycznej na Wydziale Prawa Uniwersytetu w Sarajewie oraz w Centrum Studiów Bezpieczeństwa BiH. Od 2012 do 2015 reprezentowała BiH jako ambasador w Belgii oraz Luksemburgu, a od września 2018 do 2019 w Katarze. 23 grudnia 2019 z nominacji Partii Akcji Demokratycznej została Minister Spraw Zagranicznych oraz wiceprzewodniczącą Rady Ministrów BiH. Urzędowanie zakończyła 25 stycznia 2023.
Honorowa obywatelka Snellville, Jacksonville, Las Vegas.
Matka trójki dzieci, o imionach Semra, Seid i Ali. Posiada także obywatelstwo chorwackie.